# Отражение (философия)
Отраже́ние в марксизме — всеобщее свойство материи, как обладающей «свойством, по существу родственным с ощущением, свойством отражения». Свойство проявляется в способности материальных форм воспроизводить определённость других материальных форм в форме изменения собственной определённости в процессе взаимодействия с ними.

## Происхождение
…Не человек отражает действительность, а сама действительность отражается в человеке.
— Лифшиц М. А. Из автобиографии идей. Беседы М. А. Лифшица // Контекст 1987. Литературно-теоретические исследования. М.: Наука, 1988. С. 305.
В диалектическом материализме приоритет в использовании категории отражения принадлежит Ленину (в советское время в его теории отражения видели и его главное философское достижение), хотя сама концепция отражения восходит к понятию рефлексии у Гегеля и французскому материализму XVIII века, один из представителей которого Дени Дидро утверждал: «способность ощущения есть всеобщее свойство материи или продукт её организованности». Частными и специфическими формами отражения предполагаются информация, ощущение и сознание. Истоки теории находят и в сочинении одного из «отцов-основателей» США Томаса Пейна «Век разума».
С точки зрения диалектического материализма действительность познаваема, никакой преграды между «явлением» и «вещью в себе» нет, поскольку познание это форма отражения.

Понятие отражения… есть материалистическая версия гегелевского понятия рефлексии. Если у Гегеля дух рефлектирует себя, отражаясь во внешнем, предметном мире, то в марксизме природа отражается в себе самой («природа» в предельном смысле, включая людей, человеческое общество).
— Майданский А. Д. Эстетика Михаила Лифшица и современность, Лекция для Aleksanteri Institute Cultural Forum (University of Helsinki, 2010

## Эволюция форм отражения
1. Раздражимость — исходная форма отражения, способность к реакции.
2. Чувствительность — способность к ощущению, являющаяся начальной формой психики животных. Чувствительность подразумевает наличие нервной ткани — «особой материальной структуры, ответственной за отражение»
3. Восприятие — не только дифференцированное восприятие свойства и отношения вещей, но и отражение значительного числа существенных в биологическом отношении связей в окружающем мире.
4. Сознание — предполагает не только воздействие на субъект извне, но и активное действие самого субъекта, его творческая активность, которая проявляется в избирательности и целенаправленности восприятия, в отвлечении от одних предметов, свойств и отношений и фиксировании других, в превращении чувств, образа в логическую мысль, в оперировании понятийными формами знания[6].